# سبت الساحرات (لوحة)

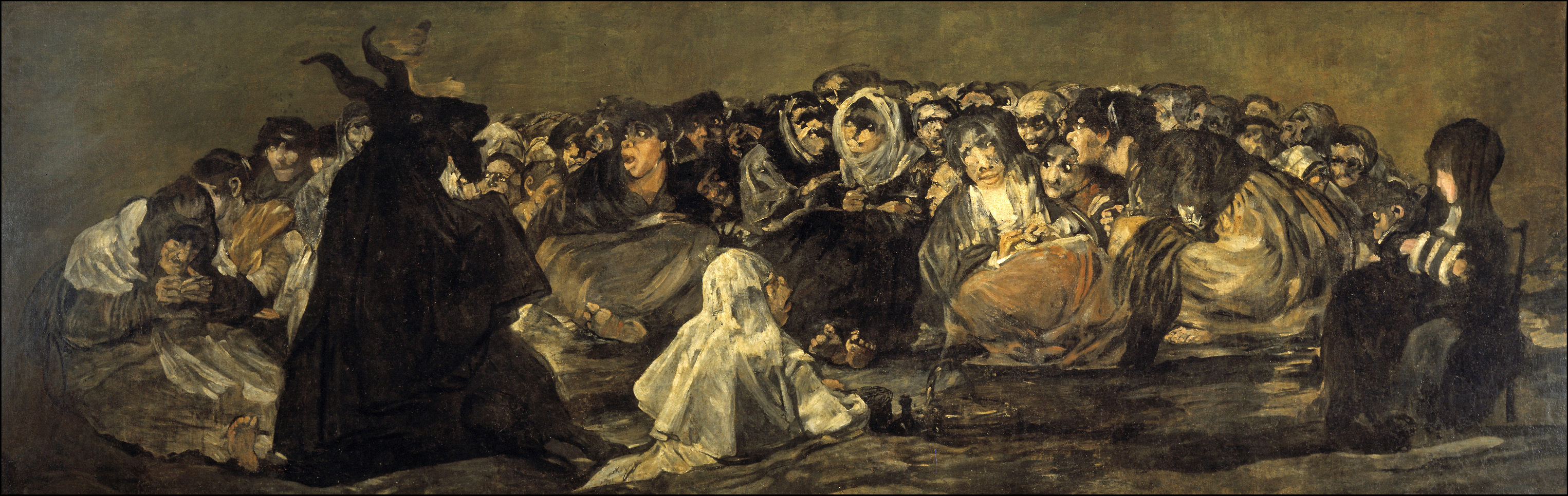
لوحة (سبت الساحرات) لوحة ضمن سلسلة اللوحات السوداء للفنان فرانشيسكو جويا.

لوحات غويا السوداء سبت الساحرات (1820 - 1823) أو (الماعز العظيم) للفنان الأسباني فرانشيسكو جويا أطلق بروغادا على هذا العمل اسم الماعز الكبير بيلي، في إشارة إلى الشيطان باعتباره كبشًا يخدمه السحرة في أيام السبت. تظهر الماعز على اليسار. جالسًا أمامه حشد من الرجال والنساء ذوي الملامح الشبيهة بالحيوانات، والسحرة الذين التقوا لممارسة يوم السبت. إلى اليمين امرأة شابة تجلس. ربما كانت تنتظر أن تبدأ في طقوسهم. استخدم غويا عالم السحرة للتنديد بتدهور الجنس البشري. عندما تمت إزالته من الجدار، تم قطع أكثر من 1.4 متر من هذا التكوين، بحيث لم تعد الشابة المذكورة أعلاه في وسط التكوين، كما هي في وصف يريارت. على الرغم من التفسيرات المتعددة التي قدمها مؤرخو الفن، لا تزال هذه الأعمال غامضة ومبهمة، ومع ذلك، فإنهم يقدمون العديد من المشاكل الجمالية والاعتبارات الأخلاقية التي تظهر في أعمال غويا. اللوحات الجدارية من "كانت la Quinta del Sordo ”( اللوحات السوداء ) عاملاً حاسمًا في اعتبار هذا الرسام من أراغون في العصر الحديث . شهد التعبيريون الألمان والحركة السريالية، وكذلك ممثلو الحركات الفنية المعاصرة الأخرى، بما في ذلك الأدب وحتى السينما، أصول الفن الحديث في هذه السلسلة من مؤلفات غويا المسن، المعزول في عالمه الخاص وخلقه بشكل مطلق. حرية.